# Diecezja Wallis i Futuna
Diecezja Wallis i Futuna (łac. Uveana et Futunensis, do 1974 Vallisiensis et Futunensis) – diecezja Kościoła rzymskokatolickiego obejmująca francuskie terytorium zależne: Wallis i Futuna. Powstała w 1935 roku jako wikariat apostolski Wallis i Futuna. W czerwcu 1966 została podniesiona do rangi diecezji.

## Ordynariusze

### Wikariusze apostolscy
- Alexandre Poncet SM (1935–1961)
- Michel Darmancier SM (1961–1966)

### Biskupi
- Michel Darmancier SM (1966–1974)
- Laurent Fuahea (1974–2005)
- Ghislain de Rasilly SM (2005–2018)
- Susitino Sionepoe (2018–2025)